# Елан
Ела́н, джилан (баш. йылан, тат. Елан) —  кыпчакское племя, участвовавшее в этногенезе башкир, ногайцев, а также казанских татар. Потомки еланцев, говорят на татарском языке, считают его своим родным языком, в их языке отсутствуют специфичные черты башкирского языка.

## Этноним
Этноним елан восходит к почитанию тотема змеи.

## Этническая история
Еланские племена — потомки одного из древнетюркских племен, которое включилось в состав кыпчаков еще на ранней стадии их истории миграции на запад.
Р. Г. Кузеев связывает происхождение еланцев с кипчакскими племенами, аргументируя это временем их совместной миграции в Приаралье в домонгольский период и тем, что еланские тамги, их структура, явно кипчакского типа. Еланцы, соседи киргизов и канлинцев в долине Белой, были тесно связаны с ними и с кыпчаками как временем миграции в Приуралье (XIII—XIV вв.), так и предшествующей историей в Дешт-и-Кипчаке.
В. В. Бартольд в рецензии на книгу И. Маркварта писал о том, что в период пребывания кыпчаков на Алтае они потерпели поражение от народа змей (джилан), а позднее смешавшись с этим народом, разгромили огузов и печенегов и все вместе устремились против Византии.
Также имеется сообщение в «Сокровенном сказании», что древние кыпчаки жили на Алтае в долине «Чжи-лян» (китайская транскрипция тюркского Джилан змея).
Г. Е. Грумм-Гржимайло предполагает, что у этнических истоков племен змей находятся динлины.
По преданиям еланцев, их предки пришли в Приуралье со стороны Волги или Крыма.
После создания кантонной системы управления башкирами, единство еланцев поддерживалось в рамках тариката «Асфандия».
Согласно В. В. Ушницкому, племя елан по происхождению связано с кимаками. Предполагается, что кимаки могли иметь тайное, секретное название, которое являлось тотемическим символом. Этим именем могло быть обозначение змеи — джилан или йылан. Подразделение башкирских кыпчаков елан принято связывать с джиланами или йыланами. При этом в отношении кимаков рядом авторов аргументирована версия монгольского происхождения.

## Расселение
В конце XVIII—XIX вв. земли еланцев в административном отношении входили в состав Белебеевского, Бирского и Бугульминского уездов, а в период кантонной системы управления — 10-й и 12-й башкирские кантоны.
Еланцы были расселены на территориях входящие в современные Бураевский, Дюртюлинский, Ермекеевский, Илишевский, Туймазинский, Чекмагушевский, Шаранский, Янаульский районы Башкортостана.